# Frank Leboeuf
Frank Leboeuf (født 22. januar 1968 i Marseille, Frankrig) er en fransk tidligere fodboldspiller, der spillede som forsvarsspiller hos flere klubber, men med størst succes hos engelske Chelsea F.C. Han opnåede desuden 50 kampe for Frankrigs landshold, som han blev både verdensmester og europamester med.

## Klubkarriere
Leboeuf startede sin seniorkarriere i 1988 i Laval, hvor han spillede sine første tre professionelle år, inden han i 1991 skrev kontrakt med Ligue 1-klubben RC Strasbourg. Her var han med til at vinde UEFA Intertoto Cup i 1995, og det var også under hans tid i denne klub at han i 1995 fik sin landsholdsdebut.
I 1996 blev Lebouef solgt til den engelske Premier League-klub Chelsea F.C., og tiden i London-klubben skulle vise sig som den mest succesrige del af franskmandens karriere. Han spillede for holdet i fem sæsoner, og var her med til at vinde FA Cuppen i både 1997 og 2000 samt Liga Cuppen, Pokalvindernes Europa Cup og UEFA Super Cup i 1998.
Efter at have spillet 172 ligakampe for Chelsea rejste Leboeuf i 2001 tilbage til Frankrig, hvor han skrev kontrakt med Olympique Marseille. Her var han tilknyttet i to sæsoner, inden han skiftede til Qatar, hos klubben Al Sadd SC.
Han spillede herefter 2 sæsoner hos Hollywood United, inden han stoppede karrieren.

## Landshold
Lebouef nåede gennem sin karriere at spille 50 kampe og score fem mål for det franske landshold, som han debuterede for i 1995. Han blev af landstræner Aimé Jacquet udtaget til VM i 1998 på hjemmebane i Frankrig, og var her med til at blive verdensmester. 
Hans succes på landsholdet fortsatte de følgende år. Under den nye landstræner, Roger Lemerre, var han med til at vinde EM i 2000 i Holland og Belgien, og i 2001 blev triumfen komplet med en sejr i Confederations Cup.
Udover titlerne deltog Lebouef også ved EM i 1996 i England samt ved VM i 2002 i Sydkorea og Japan.

## Titler
FA Cup
- 1997 og 2000 med Chelsea F.C.

League Cup
- 1998 med Chelsea F.C.

Pokalvindernes Europa Cup
- 1998 med Chelsea F.C.

UEFA Super Cup
- 1998 med Chelsea F.C.

UEFA Intertoto Cup
- 1995 med RC Strasbourg

VM i fodbold
- 1998 med Frankrig

EM i fodbold
- 2000 med Frankrig

Confederations Cup
- 2001 med Frankrig